# Recinte fortificat de Vilacolum
El Recinte fortificat de Vilacolum és una obra de Torroella de Fluvià (Alt Empordà) declarada Bé Cultural d'Interès Nacional.

## Descripció
L'antic portal de la muralla medieval de Vilacolum està situat a la banda de migdia de l'església de Sant Esteve, i dona accés a un passadís cobert amb volta que porta al cementiri i al temple. Es tracta d'un arc de mig punt a l'exterior i rebaixat a l'interior. S'hi conserven restes de grans carreus que formaven el passadís, que s'ha ampliat amb obra de paredat per sostenir l'edifici superior.

## Història
L'element pertany al recinte fortificat medieval de Vilacolum, del qual no s'han conservat restes visibles en el nucli. És possible, però, que hi hagi restes de la muralla que formin part de les cases. El portal segurament devia ser la part baixa d'una torre de l'antiga muralla, i la seva cronologia probablement correspon als segles XIII- XIV.